# Ocotal
Ocotal – miasto w północnej Nikaragui, położone około 20 km na południe od granicy z Hondurasem, w odległości około 225 km od stolicy kraju Managui. Miasto leży na wysokości 590 m n.p.m., w dolinie rzeki Coco. Współrzędne geograficzne: 13°37′51″N 86°28′51″W/13,630833 -86,480833. Ośrodek administracyjny departamentu Nueva Segovia. Ludność: 39 tys. (2010).
Miasto zostało założone w 1780 jako Nueva Reducción de Segovia.
Gospodarka miasta opiera się na uprawie kawy i tytoniu. Ponadto w mieście rozwinął się przemysł obuwniczy oraz meblarski.

## Miasta partnerskie
- Swindon
- Hartford
- Wiesbaden